# عثمان السليماني
عثمان السليماني (بالفرنسية: Othman Slimani)‏، من مواليد 13 أكتوبر 1941 بفاس، وتوفي في 2 أبريل 2004 وهو اقتصادي ومصرفي ومسؤول مغربي، وهو أب الكاتبة والصحفية ليلى السليماني.

## السيرة الذاتية
ينحدر عثمان السليماني من بيئة متواضعة، وقد استفاد من منحة لدراسة الاقتصاد في فرنسا. وعند إتمامه لدراسته، قرر العودة إلى المغرب، حيث تفرغ للخدمة المدنية.
في عام 1976م، تقلد منصب رئاسة الجامعة الملكية المغربية لكرة القدم، خلال نفس سنة فوز المنتخب المغربي بكأس الأمم الأفريقية لكرة القدم 1976.
ومابين 1977 و1979 كان وزير الدولة للشؤون الاقتصادية في حكومة أحمد عصمان.

## القرض العقاري والسياحي
من 1979 إلى 1993، تولى منصب الرئيس التنفيذي للقرض العقاري والسياحي. وكان متابعا قضائيا منذ عام 2001 من قبل لجنة التحقيق بسبب كثرة مخالفاته في المصرف. وحسب أعضاء البنك فلا يزال يواجه العدالة في المغرب. حيث أنه توفي بسرطان الرئة قبل نهاية العملية القضائية. ولكن في يناير 2010، حكمت محكمة الاستئناف بتبرئته من جميع التهم الموجهة إليه.